# 协防台湾

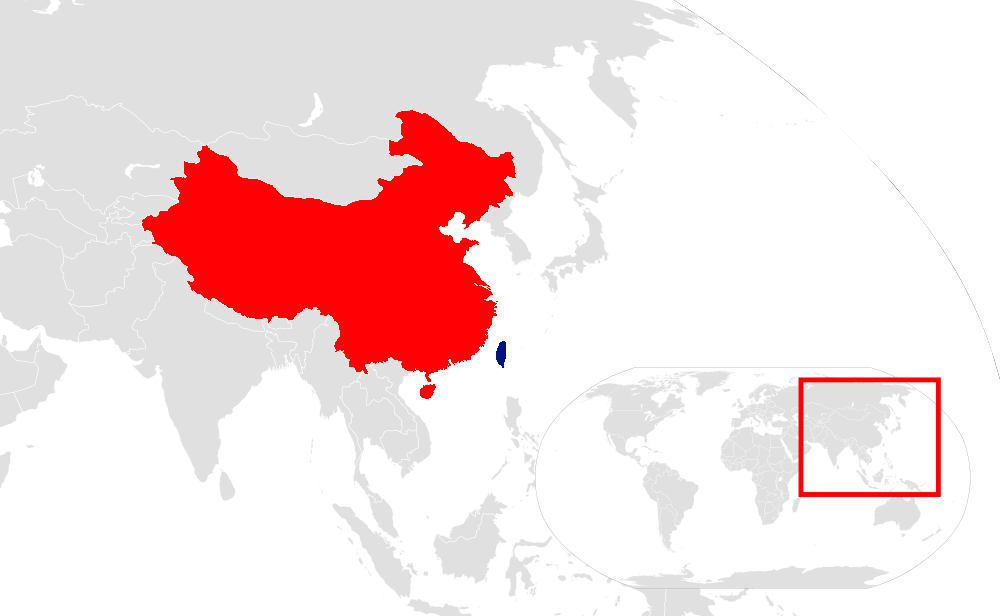
2010年代，中华民国（台湾）军力为全球20名左右，而所处的东亚，则聚集了全球军力前四的国家——美国（驻日、驻韩美军）、俄罗斯、中华人民共和国、日本。

协防台湾、武力协防台湾是指中华人民共和国軍事进攻台灣时，其他国家派兵，使用武力防衛台湾，以阻止中国人民解放军攻占台湾。
1950年，韓戰爆發，美軍協防台灣。1954年至1979年，美國據《中美共同防禦條約》為中華民國提供軍事協防。1979年，美國制定台灣關係法，提供中華民國國軍武器，1982年，美國提出六項保證。1996年台海危機，美軍協防台灣。2010年代后，中华人民共和国军力已远超中华民国。
2019年2月，中華民國總統蔡英文接受CNN采访表示，希望台灣（中華民國）面临来自中华人民共和国“武力威脅的時候，很多的周邊國家，或者是跟我們理念相同的國家，會一起來支援台灣”。若战争开始、台灣承受第一波军事攻擊后，期待“全世界其他的國家可以共同站出來對中华人民共和国做一個很強烈的表示跟壓力”。2020年10月6日，立法院通过由国民党提交「政府應請求美國對台安全防衛抵抗中共」议案，要求蔡英文政府说服美国政府协防台湾。获得台湾朝野赞同。2021年8月，台灣制憲基金會民调显示，七成的被调查者认为美国会协防台湾，六成四的被调查者认为日本会协防台湾。
2021年5月，美国国家安全委员会印太政策协调员库尔特·坎贝尔，面对美国相关人物要求美国政府对协防台湾明确表态的呼吁，指有“重大不利面”。2021年10月21日，时任美国总统乔·拜登在受CNN主播安德森·库珀问及该项议题时首次表态会协防台湾，並於次(2022)年5月份重申這一表述。他是继小布什之后，第二位表态会协防台湾的美国总统。白宫发言人則表示“美国对台湾的政策没有改变”。
2024年5月26日，中共環台軍演後，美國總統拜登於美國西點軍校，明確鄭重宣示，台灣是美國盟友、核心利益，美國會使用武力保護盟友，將堅定維護台海和平穩定。

## 政治背景
1949年两岸分治。此后，解放台湾（武统台湾）、完成中国统一一直是中华人民共和国政府的政治、军事目标。1954年，中华民国与美国签订《中美共同防禦條約》，形成军事同盟。美国据此为中华民国提供军事协防，美军直接驻防台湾，由美軍協防台灣司令部负责指挥。在共同反共的背景下，美国在东南亚的同盟国——菲律宾国会亦在1955年1月24日通过“菲律宾与台湾当局签订军事条约”议案，授权总统可支配全国物力援助台湾。1958年，八二三炮战。9月，菲律宾政府发言人表明，为阻止中华人民共和国武统台湾，预备“实施国会在1955年通过菲律宾支持美国协防台湾的方案”:62－64。
1972年尼克松访华，美国与中华人民共和国关系改善。1974年，中国人民解放军突破中华民国对台湾海峡的军事封锁。1979年1月，美国与中华民国断交，与中华人民共和国建交。4月，驻台美军撤离，不再协防台湾。1990年代，中華民國空軍对中国东南沿海的抵岸侦察结束。1996年台海危機，美國第七艦隊協防台灣。为针对外国势力干涉，中華人民共和國最高領導人江泽民曾于1995年在江八点中提出不承诺放弃使用武力。继任政府沿用。
21世纪，中华人民共和国军事力量已远胜于中华民国。政治上，中華民國邦交國数量、实力同样逊于中华人民共和国。蔡英文政府任内，两岸关系持续紧张，所以也有作者认为武统台湾“成為大概率選項”，但現階段爆發戰爭的可能性並不大。

## 可能的协防国家
在2020年代，中華民國邦交國中，无如1954年美国，可结成军事同盟并提供军事协防者。实际上，所有被认为可能协防台湾（中华民国）的国家均是中华人民共和国的邦交国。以美国和其在东亚、东南亚的军事同盟国为主。此外，还有观点认为美国在大洋洲的盟友——澳大利亚是可能的国家。依据则是美国和澳大利亚签订的《太平洋安全條約》。
2001年4月25日，时任美国总统小布什公开宣布美国协防台湾。2021年3月中旬，日本防衛大臣岸信夫与美國國防部長勞合·奧斯丁进行「日美安全保障協議委員會」（2+2會談）。日本共同社报道称，岸信夫“認為自衛隊與美軍共同協防台灣的議題，在日後有必要深度探討”。4月17日，日本首相菅義偉與美國總統拜登在白宮舉行高峰會，並共同發布聯合聲明：「我們強調台海和平穩定的重要性，鼓勵和平解決兩岸議題」。菅義偉在聯合記者會表示，雙方有談論台灣和中國新疆的情況，日本與美國曾明確就台灣海峽和平穩定的重要性達成共識，而當天對此再次確認。这一表态，引发台海两岸及国际舆论关注，对其是否是日本政府协防台湾的承诺，有完全不同的理解。6月下旬，防衛副大臣中山泰秀表态「台灣作為一個民主國家，我們必須加以保護。」7月上旬，日本副首相麻生太郎表态，日本应与美国共同协防台湾。（参见：日本协防台湾）
此前，中华人民共和国作者的文章指，美国在东亚的军事同盟国——韩国、日本不会向美军开放空军基地和军港，参与美国协防台湾，以避免卷入战争:15。东南亚的菲律宾、泰国与美国政治、军事关系紧密，但是否与美国共同协防台湾，有中华民国人士存有疑虑。亦中华人民共和国作者认为，韩国不会参与协防台湾，但日本会全面参战。最终，可能成为中华人民共和国、日本、美国之间的“一场全面战争”:27。如美国官员库尔特·坎贝尔所述，美国和中华人民共和国之间的任何冲突都不太可能被局限在一个小的地理区域内，“我认为它会迅速扩大，并将以我认为没有人能预料的方式从根本上摧毁全球经济”。

## 各方观点

### 中华民国（台湾）
2004年8月19日，澳大利亚媒体披露，访问中华人民共和国的外交部部长亞歷山大·唐納与中华人民共和国总理温家宝会晤后回答记者时表示，澳美军事联盟只是“象征性的”，若台湾海峡发生军事冲突，澳大利亚“不一定要”自动启动《太平洋安全條約》，加入美国“保护”台湾行列。19日，美国国务院发言人表示，美国政府在台海问题上立场明确，即和平解决，反对使用武力，并重申《澳新美安全条约》中澳大利亚的义务。次日，中華民國外交部政务次长高英茂接受美国广播公司专访表示，中华民国政府对唐納言论“感到失望”，指责他向中华人民共和国方面传达了“错误信息”。时任澳大利亚总理約翰·霍華德对唐納的说法有过纠正。
2019年2月间，澳大利亚前國防部副部長保罗·狄普发文，主张澳大利亚應與美國合作協防台灣，反對中华人民共和国对台灣（中华民国）的武力威脅。中華民國外交部對此表示感謝。
同年2月22日，CNN《亞洲名人聊天室》播出记者马特·瑞佛斯（Matt Rivers）对中華民國總統蔡英文的专访。面来自中华人民共和国的外交與經濟施壓，蔡英文表示，希望“很多的周邊國家，或者是跟我們理念相同的國家，會一起來支援台灣，來守住台灣這個非常重要的，不論在安全或產業，或者是在民主自由的發展上一個非常重要的地方。”当记者问道「若中國明日入侵，您會指望美軍出現嗎？」。蔡英文表示，台灣雖然24小時防衛，但「以現在台灣的防衛能力來看，我們在第一波的防衛的能量其實是有的，因此就是說，在中國的第一波的攻擊之後，它必須要去承受後面的國際壓力，它也必須去承受對自己的經濟跟其他層面的打擊，所以我們期待的就是說，我們自己會承受第一波的攻擊之後，全世界其他的國家可以共同站出來對中國做一個很強烈的表示跟壓力。」。
2020年9月下旬，台灣民意基金會民調显示，20歲以上台灣成年人中，六成認為中华人民共和国武统台湾時，美國可能出兵協防台灣，三成三不以為然。台灣民意基金會董事長游盈隆表示，這項發現顯示，絕大多數台灣人此刻相信，如果中國武力犯台，美軍可能協防台灣。在此前的9月17日，國民黨智庫「國家政策研究基金會」「中共武力攻台：國軍與美軍的可能作為」座談會中，前駐美軍事代表團少將團長淡志隆，对美国及其盟国——日、韓、菲律賓、泰國武力协防台湾有疑虑，“現階段比較偏向台灣一廂情願的想法，主要還是要看情勢發展。”
2020年10月6日，國民黨立院黨團在立法院院會提出、并通过兩項議案——「政府應請求美國對台安全防衞抵抗中共」、「台美復交」案。「政府應請求美國對台安全防衞抵抗中共」议案指，“长久以来美国一直是台湾军力坚实后援，蔡政府应积极说服美国政府依照其台湾关系法精神， 一旦中共有明显危及台湾人民安全及社会经济制度的行动时，在我国政府请求下，协助我国抵抗。”包括台湾独派团体在内，台湾朝野对议案均表示赞同。
2021年3月下旬，日本共同社报道，防衛大臣岸信夫提出自衛隊與美軍共同協防台灣。日本政府虽然未证实这一消息，但引起中华民国朝野多方回应。國軍退輔會主委馮世寬在出席立法院外交及國防委員會时，避談個人意見，強調要信任中華民國國防部。中華民國外交部表示，將持續與美日共同維護區域和平穩定。前陆委会副主委、淡江大学国际事务与战略研究所副教授黃介正接受中评社访问表示，美国一定会支持台湾，但美日协防台湾可能性是零，美军以及日本自卫队一定不会协防台湾。8月10日，台灣制憲基金會发布《台灣認同、國家正常發展與制憲議題》民调。此份民调显示，75.6%的被调查者对美国有好感，83.9%对日本有好感，70.2%对中华人民共和国没有好感。中华人民共和国以“武力攻打台湾”的提问中，64.3%的被调查者会为保卫台湾而上战场，28.3%不会，7.4%无明确意见。“美国会不会协助防御台湾？”除9.8%的被调查者无明确意见外，70.0%认为美国会协防台湾，20.2%认为美国不会协防台湾。“日本会不会协助防御台湾？”除9.8%的被调查者无明确意见外，64.1%认为日本会协防台湾，26.1%认为日本不会协防台湾:22—31。德国之声对此次民调的报道指，台湾民众对于战争的讨论仍旧不足。并提及台湾国际战略学会与台湾国际研究学会在同年3月的民调显示，63.3%的被调查者认为中华人民共和国不会武统台湾。

### 中华人民共和国（中國大陸）
中华人民共和国方面则将美国协防台湾之类的观点，与台独势力关联。有作者将“协防台湾”形容为台独分子“有恃无恐，一根重要的救命稻草”，亦是“国际上尤其是美国方面经常发出错误的信号”:12。2020年10月6日，國民黨立院黨團在立法院院會提出，并通过兩項議案——「政府應請求美國對台安全防衞抵抗中共」、「台美復交」案。中华人民共和国官媒《环球网》发表评论文章，称之为『促美軍協防台灣』、『台美復交』提案，并称「無論基於什麼考慮，這兩項都是『台獨』性質的提案，必須強烈譴責。」

## 备注
1. ↑  两岸分治至今，中华民国实际控制区主要是台、澎、金、马四地，合称台澎金马，或称台湾地区。行政上，分属已虚级化的台湾省和福建省。台湾是面积最大的控制区。
2. 1 2  相关民调中，70.0%的被调查者认为美国会协防台湾，其中24.2%一定会，45.8%应该会[25]:29。
3. 1 2  相关民调中，64.1%的被调查者认为日本会协防台湾，其中18.6%一定会，45.5%应该会[25]:30。
4. 1 2  至2021年底，中华民国仅余十四个邦交国，人口均少于中华民国。多是政治、军事实力逊于中华民国，并在地理上远离台湾的小国。
5. ↑  相关民调中，20.2%的被调查者认为美国不会协防台湾，其中13.0%应该不会，7.2%一定不会[25]:29。
6. ↑  相关民调中，26.1%的被调查者认为日本不会协防台湾，其中17.5%应该不会，8.6%一定不会[25]:30。